# Hölle 4, 5 (Quedlinburg)

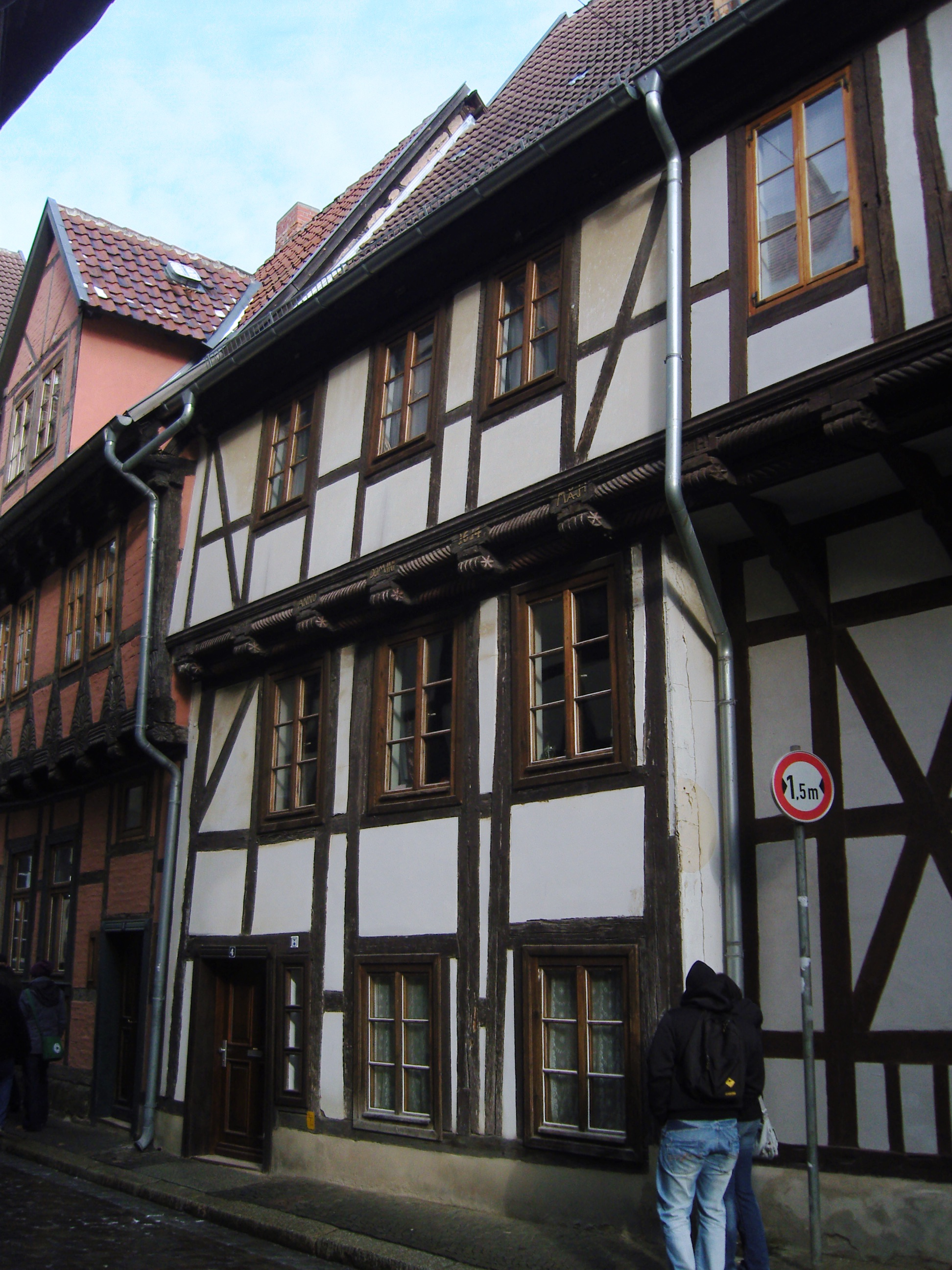
Haus Hölle 4

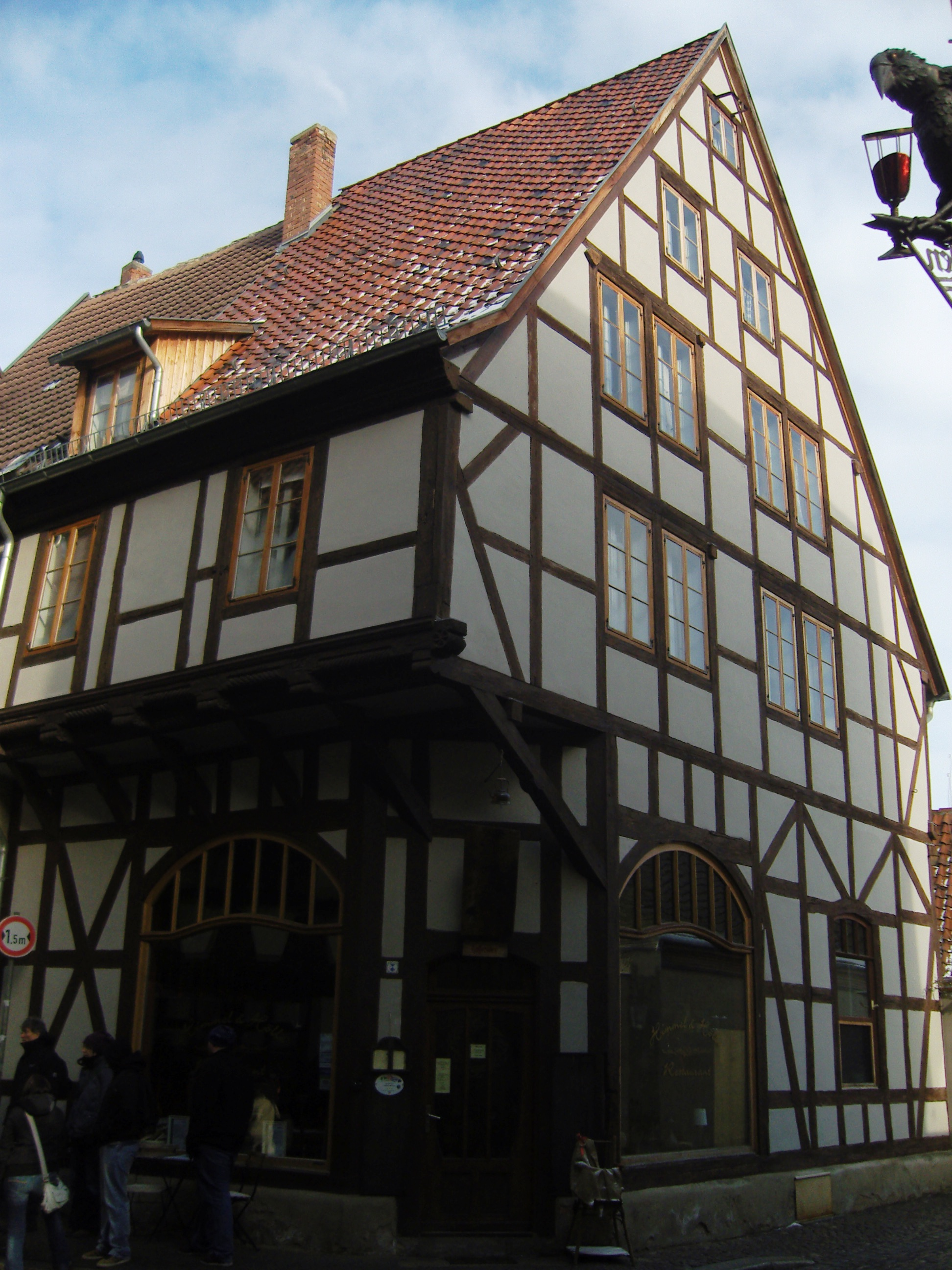
Haus Hölle 5

Das Haus Hölle 4, 5 ist ein denkmalgeschütztes Gebäude in der Stadt Quedlinburg in Sachsen-Anhalt.

## Lage
Es befindet sich im Stadtgebiet westlich des Marktplatzes in der historischen Quedlinburger Altstadt und gehört zum UNESCO-Weltkulturerbe. Nördlich grenzt das gleichfalls denkmalgeschützte Haus Hölle 3 an.

## Architektur und Geschichte
Das Fachwerkhaus entstand nach einer an der Stockschwelle befindlichen Datierung im Jahr 1614 und ist im Quedlinburger Denkmalverzeichnis als Wohnhaus eingetragen. Die Inschrift gibt auch die Initialen des Baumeisters an. Die Inschrift ist, wie für so frühe Inschriften in Quedlinburg üblich, mit erhaben vortretenden Buchstaben gestaltet. Von 1837 bis 1903 wurde das erste Obergeschoss als jüdischer Betsaal genutzt. Es verfügte über eine Frauenempore im zweiten Obergeschoss sowie einen Erker in dem sich der Toraschrein befand. Im Erdgeschoss wohnte der Kantor. 1903 wurde der Betsaal aufgrund eines auf Baumängeln beruhendem Nutzungsverbot  geschlossen und das Gebäude verkauft. Um 1900 wurde die Fassade des Erdgeschosses zurückgesetzt.
2005 wurde Hölle 5 vom Architekturbüro qbatur saniert. Das Erdgeschoss wird heute von der Gaststätte "Himmel & Hölle" genutzt, in den Obergeschossen sind Ferienwohnungen angeordnet.